# Percoide
Percoidele (Percoidei) reprezintă un subordin de pești marini și de apă dulce din ordinul perciformelor. 

## Biologie
Marea majoritate a peștilor din acest subordin sunt pești marini, răspândiți în toate mările calde în apropierea țărmurilor, mai ales în tropice. Aproximativ 380 specii (sau 12% din numărul total de specii) sunt pești de apă dulce (mai mult de jumătate din aceștia sunt din familia percidelor). Au o mare manevrabilitate în spații înguste, înotând înapoi și înainte pe distanțe scurte cu ajutorul înotătoarelor pectorale. Sunt pești răpitori și se hrănesc cu alți pești și crustacee.

## Descriere
Acest subordin conține mulți pești viu colorați. Au, de obicei, un aspect asemănător cu cel al bibanului sau lavracului. Corpul este alungit, mai mult sau mai puțin comprimat și înalt, acoperit cu solzi ctenoizi. Gura (fălcile) este protractilă. Dinții, de regulă, sunt puternic dezvoltați.
Spinii (razele țepoase) sunt prezenți în înotătoarea dorsală, anală și pelviană. Înotătoarea dorsală este continuă sau divizată într-o înotătoare anterioară formată din spini (raze țepoase) și una posterioară formată din raze moi (articulate). Înotătoarea adipoasă absentă. Înotătoarea pelviană (ventrală) este alcătuită dintr-un spin și 5 raze moi; ea este plasată sub înotătoarea pectorală, puțin înaintea sau în urma acesteia, având deci o poziție toracică (pectorală). Baza înotătoarei pectorale este situată lateral și vertical. Înotătoarea anală la extremitatea anterioară are 2 sau mai mulți spini, mai rar un spin. Înotătoarea caudală cu 17 sau mai puține raze moi.
Vezica înotătoare nu comunică cu tubul digestiv prin ductul pneumatic, deci sunt pești fizocliști. Mezocoracoidul lipsește, ca și orbitosfenoidul.

## Sistematică
Acest subordin, cel mai bogat în specii din ordinul perciformelor, cuprinde 81 de familii, circa 600 de genuri, și circa 3950 de specii. Cele mai mari zece familii (fiecare cu peste 100 de specii) sunt Serranidae, Apogonidae, Sciaenidae, Percidae, Haemulidae, Carangidae, Chaetodontidae, Pseudochromidae, Sparidae și Lutjanidae, cu 1965 specii și conțin aproximativ 62% din specii.
Subordinul percoidelor este divizat în 3 superfamilii: Percoidea, Cirrhitoidea și Cepoloidea:
- Superfamilia Percoidea
  - Acropomatidae
  - Ambassidae
  - Apogonidae
  - Arripidae
  - Badidae
  - Banjosidae
  - Bathyclupeidae
  - Bramidae
  - Caesionidae
  - Callanthiidae
  - Carangidae
  - Caristiidae
  - Centracanthidae
  - Centrarchidae
  - Centrogenyidae
  - Centropomidae
  - Chaetodontidae
  - Coryphaenidae
  - Datnioididae
  - Dichistiidae
  - Dinolestidae
  - Dinopercidae
  - Drepaneidae
  - Echeneidae
  - Emmelichthyidae
  - Enoplosidae
  - Epigonidae
  - Gerreidae
  - Glaucosomatidae
  - Grammatidae
  - Haemulidae
  - Howellidae
  - Inermiidae
  - Kuhliidae
  - Kyphosidae
  - Lactariidae
  - Lateolabracidae
  - Latidae
  - Leiognathidae
  - Leptobramidae
  - Lethrinidae
  - Lobotidae
  - Lutjanidae
  - Malacanthidae
  - Menidae
  - Monodactylidae
  - Moronidae
  - Mullidae
  - Nandidae
  - Nematistiidae
  - Nemipteridae
  - Opistognathidae
  - Oplegnathidae
  - Ostracoberycidae
  - Pempheridae
  - Pentacerotidae
  - Percichthyidae
  - Percidae
  - Plesiopidae
  - Polycentridae
  - Polynemidae
  - Polyprionidae
  - Pomacanthidae
  - Pomatomidae
  - Priacanthidae
  - Pseudochromidae
  - Rachycentridae
  - Sciaenidae
  - Scombropidae
  - Serranidae
  - Sillaginidae
  - Sparidae
  - Symphysanodontidae
  - Terapontidae
  - Toxotidae
- Superfamilia Cirrhitoidea
  - Aplodactylidae
  - Cheilodactylidae
  - Chironemidae
  - Cirrhitidae
  - Latridae
- Superfamilia Cepoloidea
  - Cepolidae